# 聖ペテロの否認 (レンブラント)
『聖ペテロの否認』（せいペテロのひにん、蘭: De verloochening van Petrus、英: The Denial of Saint Peter）は、17世紀オランダ黄金時代の巨匠レンブラント・ファン・レインが1660年にキャンバス上に油彩で制作した絵画である。新約聖書に記述されているイエス・キリストの受難の出来事の1つである聖ペテロの否認が主題となっている。絵画は縦154センチ、横169センチ (縦61インチ、横67インチ) で、「Rembrandt 1660」と署名と年記がある。アムステルダム国立美術館に所蔵されている。レンブラント晩年の物語画様式を代表する作品の1つである。

## 主題
「聖ペテロの否認」は4つの福音書すべてに言及があるが、レンブラントが参考にしたのは、「ルカによる福音書」(22:54-61) の記述である。最後の晩餐の後、キリストは捕縛され、裁判のために大祭司カヤパのもとに連れ出される。使徒ペテロはキリストについていき、焚火の周りに腰を下ろすが、召使の女性が彼をキリストの弟子だと認める。次いで別の人からも「キリストの仲間」だと指摘される。ペテロはどちらも否定するが、1時間ほどたって、また別の人からさらに激しく追及される。3度目の否認について、福音書には以下のように記述されている。
ペテロは、「あなたの言うことは分からない」と言った。まだこう言い終わらないうちに、突然鶏が鳴いた。主は振り向いてペテロを見つめられた。ペテロは、「今日、鶏が鳴く前に、あなたは3度わたしを知らないと言うだろう」と言われた主の言葉を思い出した。

## 作品
本作に描かれているのは、白い衣服のペテロがカヤパの2人の武装した護衛が見守る中、召使の女性にキリストを知らないという場面である。福音書で女性は焚火によりペテロに気づくが、画面で焚火はロウソクの光に置き換えられている。隣にいる2人の兵士が耳をそばだてており、背景ではピラトの法廷に連れていかれるキリストが肩越しに振り返り、自分の予言が成就するのを見届けている。
時間に関しても、空間に関しても、この絵画は重複しつつ矛盾をはらむ福音書の記述と同じくらい不明確である。ペテロ、召使、2人の位置関係はどうなっているのか。キリストは彼らからどのくらい離れているのか。表されているのはどの瞬間なのか。しかし、ペテロの否認とその直後の悔恨に焦点をあてたこの絵画の主題は、聖書の記述と同様、瞬間的に認識できる。
17世紀イタリアの美術史家・伝記作家のフィリッポ・バルディヌッチは、レンブラントの様式を「よき輪郭線を欠き、不規則な筆さばきによって強烈で露骨な明暗の対比を強引に生み出している」と評している。この評価は、明確な仕上げの欠如と劇的な照明効果を持つ本作の特徴をよく捉えている。
レンブラントは、彼の同時代人とは異なり一度もイタリアへ行ったことがなかった。そのため、「聖ペテロの否認」のような主題の扱いは、外国の作品にもとづく版画に大きく影響を受けている。この主題に関して、フランドルの画家ヘラルト・セーヘルスの絵画にもとづく2つのエングレービングがあり、その影響はレンブラントの絵画に現れている。 エングレービングの1つは、スヘルテ・ア・ボルスウェルト によるもので、もう1つは、ジョヴァンニ・アントニオ・デ・パオリ (Giovanni Antonio de Paoli) によるものである。

## 来歴
本作は最初、ネーデルラントの、次いでフランスの幾人かの収集家と画商の所有を経て、 他の118点の作品とともに1781年、ロシアのエカチェリーナ2世 に売却された。その後、サンクトペテルブルクのエルミタージュ美術館に所蔵されていたが、ソ連政府によって、他の作品とともに秘密裏に売却 (ソ連政府のエルミタージュ美術品売却を参照) され、1933年、アムステルダム国立美術館に購入された。

## 関連作品

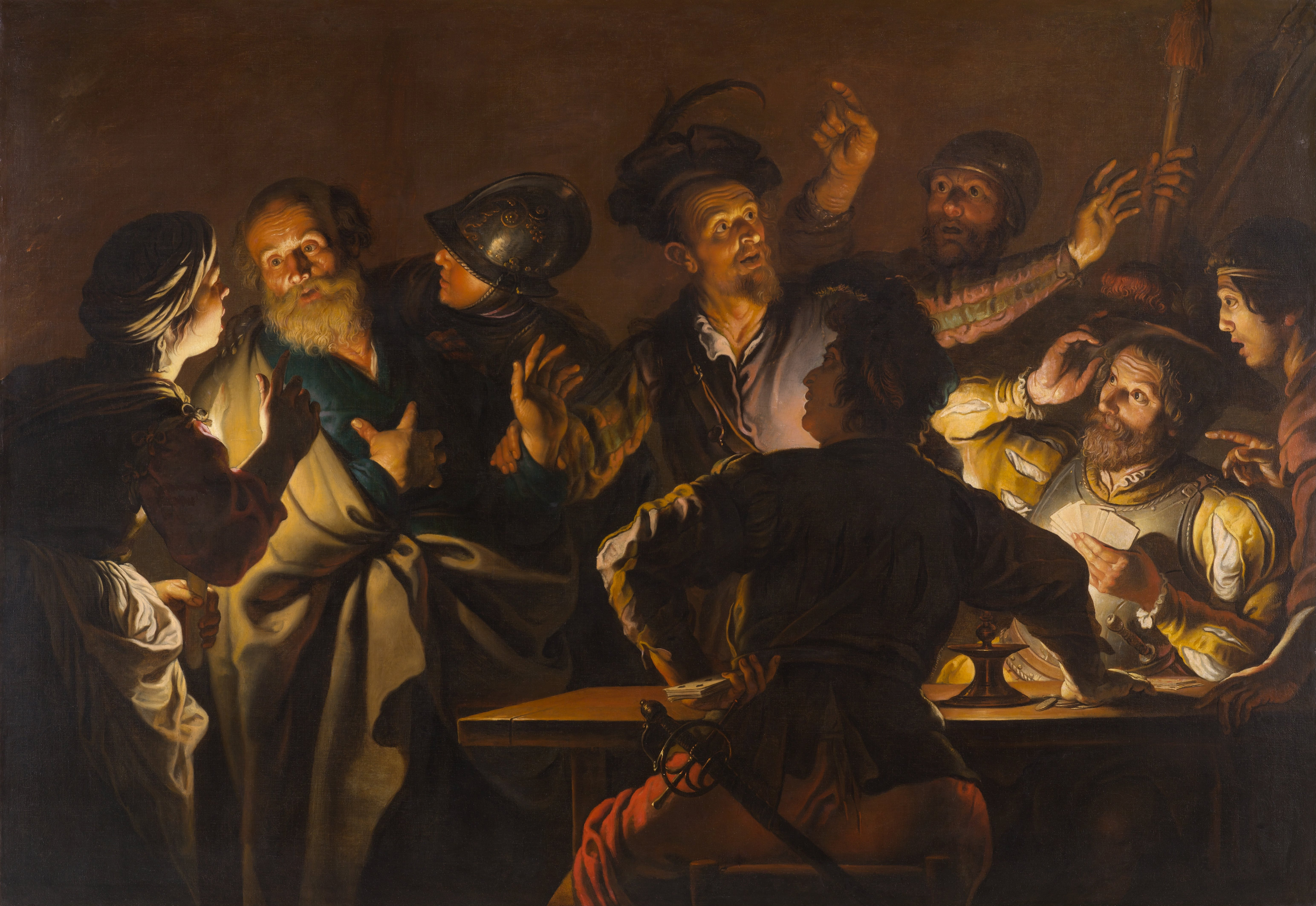
ヘラルト・セーヘルスの絵画、1623年ごろ
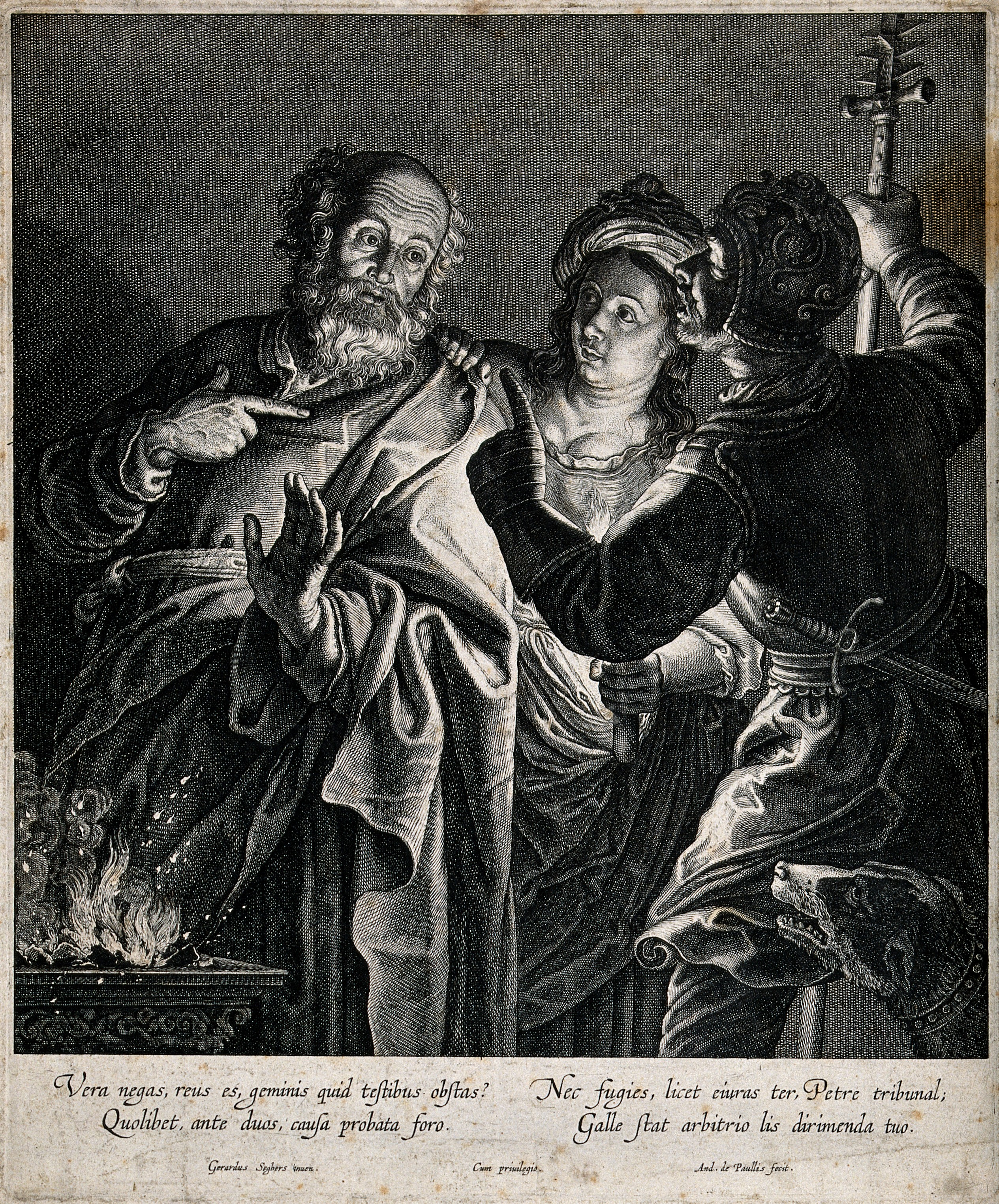
ジョヴァンニ・アントニオ・デ・パオリのエングレービング